# La route est longue
Albums de Jul
C'est quand qu'il s'éteint ?
(2023) Décennie
(2024)
La route est longue est le vingtième album studio du rappeur français Jul sorti le 8 décembre 2023 sous le label D'Or et de Platine.

## Genèse
Sur ses réseaux sociaux, Jul annonce le 11 novembre 2023 la sortie d'un album intitulé La route est longue.

## Liste des titres
| 1.    | Le rappeur à 3 lettres               | Navigators Crew, DJ Alpach                  | 03:51 |
| 2.    | La máquina                           | Kakou                                       | 03:33 |
| 3.    | Dans ma mama                         | Navigators Crew, DJ Alpach                  | 02:59 |
| 4.    | La fusion (feat. Alonzo)             | Jul                                         | 03:39 |
| 5.    | Miné sur Paname (feat. Tiakola)      | Boumidjal, HoloMobb                         | 03:46 |
| 6.    | Luffy                                | Jul                                         | 02:32 |
| 7.    | C'est pas facile                     | Handy y Kap’z, Univers Sound                | 03:06 |
| 8.    | J'suis pas devin                     | Jul                                         | 03:09 |
| 9.    | J'fais plaisir à la zone (feat. SDM) | Boumidjal, HoloMobb                         | 03:03 |
| 10.   | Y'a plus de raison                   | Arty                                        | 02:36 |
| 11.   | Sensations                           | Boumidjal                                   | 04:21 |
| 12.   | Au-dessus de l'Atlas                 | Davincy                                     | 03:24 |
| 13.   | Postiché (feat. PLK)                 | Mehsah                                      | 04:36 |
| 14.   | La route est longue                  | Jul                                         | 03:33 |
| 15.   | Sali                                 | Boumidjal                                   | 03:02 |
| 16.   | Juste un bisou (feat. Naza)          | Jul                                         | 03:45 |
| 17.   | Battistu                             | Banshee                                     | 02:30 |
| 18.   | J'fais que danser                    | MB                                          | 02:52 |
| 19.   | Sherbet                              | Handy y Kap’z, Navigators Crew, Temmy Beats | 04:16 |
| 20.   | Y'a pas d'âge pour pleurer           | Kakou                                       | 02:57 |
| 21.   | Beuh d'Hollande                      | Jul                                         | 02:49 |
| 22.   | En revenant d'Alicante               | Kakou                                       | 03:08 |
| 23.   | Business                             | Kakou                                       | 03:08 |
| 76:35 |                                      |                                             |       |

## Clips vidéos
- J'fais que danser : 3 novembre 2023
- Sensations : 24 novembre 2023
- La fusion : 8 décembre 2023

## Titres certifiés en France
- J'fais plaisir à la zone (avec SDM) Diamant[2]
- Beuh d'Hollande  Or[3]
- Postiché (feat. PLK)   Or[4]
- Miné sur Paname (avec Tiakola)  Or
- Sensations  Or

## Certifications et ventes
| Région        | Certification | Ventes/Streams |
| ------------- | ------------- | -------------- |
| France (SNEP) | 2 × Platine   | 200 000        |